# Jerlov-Wassertypen

Bild 1: Jerlov-Wassertypen

Bild 2: Jerlov-Wassertypen; Lichtabschwächung (in %) je m, als Funktion der Wellenlänge in verschiedenen Wassertypen

Die Jerlov-Wassertypen dienen der optischen Klassifizierung von Wasser in offenen Ozeanen und in Küstengewässern. Die Wassertypen nach Nils Gunnar Jerlov (Dänemark) sind eine phänomenologische Wassertypenklassifizierung.
Jerlov war der erste, der eine Klassifikation von Wassermassen durch optische Eigenschaften vorschlug. Jerlovs empirische Einteilung der Wassertypen bezieht sich auf die obersten 10 m der Wassersäule des Ozeans. Er schlug für die Wasseruntersuchung eine Wellenlänge von 475 nm vor. Jerlov hat 1976 anhand der spektralen Transmissionseigenschaften des Wassers das Meerwasser in die Wassertypen I bis III unterteilt, und Küstenwasser in die Wassertypen 1 bis 9.
Unterschieden werden die Jerlov-Wassertypen:
- ozeanische Wasser: Wassertypen I, IA, IB, II und III
  - I – extrem klares Meerwasser;
  - II – tropisches/subtropisches Meerwasser,
  - III – Meerwasser aus den mittleren Breiten,
- Küstenwasser mit unterschiedlichem Trübungsgrad: Wassertypen 1 bis 9

In seinen Arbeiten hat Jerlov für jeden Wassertyp einen bestimmten Attenuationskoeffizienten gefunden. Die Attenuation (deutsch: Abschwächung) ist das Maß für die Klarheit des Wassers. Die Attenuation spiegelt die Lichtdämpfung beim Durchgang durch den Wasserkörper wider.
Die Messung optischer Bestandteile in der Wassersäule ist seit Anfang des 20. Jahrhunderts Bestandteil der Ozeanographie. Anfangs war die Messung optisch-physikalisch motiviert, später wurde sie jedoch im Rahmen der biologischen Ozeanographie Bestandteil der Bio-Optik. Die Bio-Optik untersucht die Wechselwirkung optischer Parameter mit biologischen Prozessen und die optischen Eigenschaften, wie Streuung, Absorption, Fluoreszenz, von Molekülen und Partikeln. Diese optisch-physikalischen Untersuchungen (Meeresphysik) erlauben die Bestimmung von Substanzen und ihrer Konzentration im Meerwasser und unterstützen damit die Gewinnung von Informationen über das Ökosystem Ozean. Das Wasser wird unter anderem mit Fluorometern, Trübungssensoren und verschiedenen Messverfahren der spektralen Radiometrie untersucht.
Entscheidend für die optischen Eigenschaften des Wassers sind das Phytoplankton und ebenso resuspendierte Sedimente und Partikel im Wasser. Die Fluoreszenz und die Lichtabsorption durch das Wasser wird entscheidend mit von den Absorptionseigenschaften der im Wasser vorhandenen Gelbstoffen beeinflusst. Quelle des Gelbstoffes sind Abbauprodukte der organischen Materie im Wasser. Der vertikale Attenuationskoeffizient schwankt je nach Algenbiomasse, die wiederum in Korrelation zur photosynthetisch verfügbaren Strahlung steht.
Die Fragestellungen nach den Wassertypen, der Algenbiomasse und der photosynthetisch verfügbarer Strahlung finden für marine Ökosystemmodelle ihre Anwendungen.